# Lago Bianco
A Lago Bianco mesterséges tó Svájc délkeleti részén, Graubünden kantonban. A Bernina-hágón található, a Valposchiavo és az Engadin legfelső oldalvölgye, a Val Bernina között.
Eredetileg két kisebb tóból állt: az északi Lago Biancóból és a déli Lago della Scalából. 1910–1911-ben északon és délen egy-egy gátat építettek (Arlas és Scala), így egy mesterséges duzzasztott tó jött létre. A duzzasztás célja a tó vizének energetikai célú hasznosítása a Repower tározós vízerőműveiben.
A Bernina-vasút vonala egy szakaszon a tó keleti partján vezet. 

## Fordítás
- Ez a szócikk részben vagy egészben a Lago Bianco című német Wikipédia-szócikk ezen változatának fordításán alapul.  Az eredeti cikk szerkesztőit annak laptörténete sorolja fel. Ez a jelzés csupán a megfogalmazás eredetét és a szerzői jogokat jelzi, nem szolgál a cikkben szereplő információk forrásmegjelöléseként.

- |  | A Wikimédia Commons tartalmaz Lago Bianco témájú médiaállományokat. |